# Richard Bruton
Pour les articles homonymes, voir Bruton (homonymie).
Richard Bruton (Irlandais: Risteárd De Briotún), né le 15 mars 1953, est un homme politique irlandais, membre du Fine Gael.
Il est Teachta Dála (député) de la circonscription Dublin North-Central entre 1982 et 2016, puis de celle de Dublin Bay North de 2016 à 2024.
Il est ministre de l'Énergie entre 1986 et 1987, ministre des Entreprises et de l'Emploi entre 1994 et 1997 puis entre 2011 et 2016. Il a été entre 2016 et 2018 ministre de l'Éducation et des Compétences. 
De 2018 à 2020, il est ministre des Communications, de l'Action pour le Climat et de l'Environnement.

## Vie privée
Richard Bruton est né à Dublin, et a grandi à Dunboyne, dans le comté de Meath. Il est le fils de Joseph et de Doris Bruton. Il a étudié à Belvedere College, Clongowes Wood College, University College Dublin et à Nuffield College, Oxford. À Oxford, il a obtenu une maîtrise en économie, sa thèse en cours sur le thème de la dette publique irlandaise. Il est économiste de profession. À sa sortie de l'université, il a travaillé à l'Economic and Social Research Institute puis pendant deux ans à la compagnie de tabac PJ Carroll.
Il est le frère cadet de John Bruton - ancien Premier ministre et ancien ambassadeur de l'Union européenne aux États-Unis.

## Carrière politique
Bruton a été élu au conseil du comté de Meath en 1979, et sénateur en 1981. À l'élection générale de février 1982 il est élu au Dáil Éireann dans les rangs du Fine Gael. De 1986 à 1987, il a servi comme Ministre d'État au ministère de l'Industrie et du Commerce. Il a ensuite été nommé porte-parole de l'opposition pour les entreprises et l'emploi.
Après des élections générales de 1992, le Fianna Fail et le Parti travailliste forment un gouvernement de coalition, qui s'effondre en 1994. Bruton participe alors à la négociation qui aboutit à la formation de la coalition de l'arc-en-ciel ou Rainbow Coalition entre le Fine Gael, le parti travailliste et de la Gauche Démocratique. Dans ce gouvernement dirigé par son frère, John Bruton, devenu Premier ministre, Richard Bruton occupe le poste ministériel le plus élevé parmi les ministres issus du Fine Gael en étant ministre de l'Entreprise et de l'Emploi.
Après les résultats désastreux aux élections générales de 2002, Bruton est l'un des rares ministres Fine Gael à avoir conservé son siège de député. Au total, le parti a perdu 23 de ses 54 sièges, et son chef Michael Noonan est obligé de démissionner. Bruton s'est présenté comme candidat à la direction des élections. Il a été battu par Enda Kenny, mais a été nommé vice-leader du Fine Gael. Il est ensuite le porte-parole du parti pour les finances.
Il revient au gouvernement dans les 31e et 32e Dáil, comme ministre des Entreprises et de l'Emploi puis comme ministre de l'Éducation.